# Alethrikó
Alethrikó är en ort i Cypern.   Den ligger i distriktet Eparchía Lárnakas, i den östra delen av landet, 40 km söder om huvudstaden Nicosia. Alethrikó ligger 118 meter över havet och antalet invånare är 827. Den ligger på ön Cypern.
Terrängen runt Alethrikó är platt åt sydost, men åt nordväst är den kuperad. Trakten runt Alethrikó är ganska tätbefolkad, med 179 invånare per kvadratkilometer. Närmaste större samhälle är Larnaca, 13,6 km nordost om Alethrikó. Trakten runt Alethrikó består till största delen av jordbruksmark.
Medelhavsklimat råder i trakten. Årsmedeltemperaturen i trakten är 22 °C. Den varmaste månaden är juli, då medeltemperaturen är 33 °C, och den kallaste är januari, med 10 °C. Genomsnittlig årsnederbörd är 480 millimeter. Den regnigaste månaden är december, med i genomsnitt 113 mm nederbörd, och den torraste är augusti, med 1 mm nederbörd.